# Ceratochondria brevicollis
Ceratochondria brevicollis – gatunek widłonoga z rodziny Chondracanthidae; jedyny przedstawiciel rodzaju Ceratochondria.
Gatunek ten opisał w 1863 roku duński badacz fauny morskiej Henrik Nikolai Krøyer, nadając mu nazwę Chondracanthus brevicollis. W 1935 roku chiński biolog Yü Shou-Chie wprowadził dla niego rodzaj Ceratochondria.